# ꭆ
Cette page contient des caractères spéciaux ou non latins. S’ils s’affichent mal (▯, ?, etc.), consultez la page d’aide Unicode.
ꭆ (uniquement en minuscule), appelé petite capitale r hameçon à droite, est une lettre additionnelle de l’alphabet latin qui est utilisée dans la transcription phonétique de dialectologie allemande, notamment dans l’Atlas linguistique de la Suisse alémanique (Sprachatlas der Deutschen Schweiz) de Rudolf Hotzenköcherle. Elle n’est pas à confondre avec le r hameçon ‹ Ɽ ɽ ›.

## Utilisation
La petite capitale r hameçon à droite est utilisé comme symbole phonétique dans l’Atlas linguistique de la Suisse alémanique. Dans ce système de transcription phonétique (basé sur la transcription Teuthonista), elle y représente un degré de prononciation extrême de la palatodorsale ʀ̑ ou de la vélaire ʀ̯, proche de x.

## Représentations informatiques
La petite capitale r hameçon à droite peut être représenté avec les caractères Unicode (Latin étendu E) suivants :
| formes    | représentations | chaînes de caractères | points de code | descriptions                                               |
| --------- | --------------- | --------------------- | -------------- | ---------------------------------------------------------- |
| minuscule | ꭆ               | ꭆ                     | U+AB46         | lettre minuscule latine petite capitale r hameçon à droite |